# Свети Атанасий Музашки
„Свети Атанасий Музашки“ (на гръцки: Άγιος Αθανάσιος του Μουζάκη, Агиос Атанасиос ту Музаки) е средновековна православна църква от XIV век в град Костур (Кастория), Егейска Македония, Гърция. В 1924 година църквата е обявена за паметник на културата.

## Местоположение
Храмът традиционно е част от Митрополитската енория.

## История
Храмът е един от най-важните паметници от XIV век в Костур – епоха, в която в района изчезва византийската доминация и Костурско е управлявано първо от Стефан Душан, а по-късно от Радослав Хлапен и от 1380 до 1385 година е в Княжество Музака. Според запазения ктиторски надпис на западната стена над входа храмът е построен и изписан в 1383/1384 година от братята Теодор и Стоя Музака, заедно с монах Дионисий при епископ Гавриил Костурски.
В 1951 година църквата е реставрирана.

## Архитектура
В архитектурно отношение храмът е обикновена еднокорабна базилика с дървен покрив и с полукръгла апсида на изток. По-късно на запад е добавен нартекс. Покривът е дървен и не е оргинилният - възстановен е през 50-тегодини на XX век с употрба на много от материалите от оригиналния. Зидарията е от недялани камъни с кал за спойка. На северната и южната стена отвън има по две слепи ниши. Две слепи ниши има и на западната страна, вляво и вдясно от входа на храма.

## Стенописи
Изписването на църквата е дело на същите майстори от Костурската художествена школа, изписали „Света Богородица“ на остров Мал град и „Иисус Христос Животворец“ в корчанското село Борие. В иконографската програма са застъпени силно военните и местните светци.
Стенописната програма е в три зони.
На източната стена в конхата на светилището е изписана Света Богородица Ширшая небес. В средната зона е Причастие на Апостолите, а в долната Светата литургия. В Дейсиса Христос е изписан като Велик Архиерей, а Богородица в имперско облекло. Над конхата има остатъци от сцената Възнесение Господне. В средната дона е Благовещение. В долната зона в конхата на протезиса е изписан Свети Стефан и до него Свети Симеон Стълпник, а от другата страна към южната стена Свети Кирил Александрийски.
На южната стена в долната зона са изписани Свети Климент Охридски, Свети Ахил Лариски, Свети Атанасий, Свети Николай, Свети Димитър, Свети Теодор Тирон, Свети Теодор Стратилат, Свети Прокопий и Свети Меркурий. В средната зона са изписани светци в медальони: Свети Дионисий Ареопагит, Свети Григорий Акрагантийски, Свети Ипатий, Свети Авксентий, Свети Евгений, Свети Мармарий, Свети Ананий, Свети Азарий, Свети Мисаил и двама неидентифицирани светци. В долната зона са сцените Рождество Христово, Сретение Господне, Кръщение, Възкресение Лазарево, Влизане в Йерусалим.
На западната стена в долната зона са Св. св. Константин и Елена, Архангел Михаил и Света Варвара. В средната зона са сцените Успение Богородично, Съдът на Каяфа и Отречение Петрово. В горната зона е Пророк Захарий, Преображение Господне и Пророк Давид.
На северната стена в долната зона са изписани Свети Николай Нови, Свети Александър Пидненски, Света Параскева, Света Неделя, Свети Георги Кападокийски, Видение на Свети Петър Александрийски. В средната зона са Света Юлита, Свети Кирик, наидентифицирани светци, Свети Козма, Свети Дамян, Свети Герман Константинополски, Свети Поликарп и Свети Игнатий. В горната зона са Страстите Христови, Разпятие, Оплакване на гроба, Мироносците, Възкресение.
- Стенописи, 1383/1384 г.
- Западната фасада
- Св. св. Теодор Тирон и Теодор Стратилат
- Света Богородица и Христос от Дейсис
- Местните светци Николай и Александър
- Оплакване
- Влизане в Йерусалим
- Възкресение Лазераво
- Успение Богородично (детайл)
- Успение Богородично (детайл)